# ABCニュースファイル
『ABCニュースファイル』（エービーシーニュースファイル）は、2004年7月から2006年3月まで朝日放送テレビで毎週火曜日 - 金曜日 5:00 - 5:20に放送されていた報道番組。
それまで同時間帯では、『おはようコールABC』の姉妹番組として企画されたニュース解説番組『おはようコール早版』が放送されていた。同番組には『おはようコール』に出演していたコメンテーターが毎日日替わりで出演し、当時のニュースについて分析・解説していた。これを月曜日以外（月曜日は2005年3月まで継続した後に終了）は前日深夜-当日未明にかけての主として関西のローカルニュースを中心に、『ABC NEWSゆう』担当、あるいは当日の宿直担当アナウンサーが出演して伝えていたほか、『NEWSゆう』の特集コーナーを再編集した特集も放送されている。
2006年春の改編で『おはようコール』の放送枠が拡大し、5時開始になるのを受けて番組は終了した。